# Cucurbitoideae
Sous-famille
Les Cucurbitoideae sont une sous-famille de plantes à fleurs de la famille des Cucurbitaceae.
Les Cucurbitaceae sont subdivisées en deux sous-familles, celle des Cucurbitoideae, groupe monophylétique bien établi, le plus important, et celle des Zanonioideae, qui regroupe les espèces restantes et qui est probablement un groupe paraphylétique.
La sous-famille des Cucurbitoideae est elle-même subdivisée en sept tribus.
Les espèces rattachées à ces différentes tribus comprennent notamment des plantes cultivées, produisant des fruitsde grande importance économique, tels que les courges et citrouilles, melons et pastèques, concombres, gourdes et luffas.

## Tribus et genres
- Tribu : Melothrieae
  - Sous-tribu : Dendrosicyinae
    - Genres : Kedrostis - Dendrosicyos - Corallocarpus - Ibervillea - Tumamoca - Halosicyos - Ceratosanthes - Doyerea - Trochomeriopsis - Seyrigia - Dieterlea - Cucurbitella - Apodanthera - Guraniopsis - Melothrianthus - Wilbrandia

  - Sous-tribu : Guraniinae
    - Genres : Helmontia - Psiguria - Gurania

  - Sous-tribu : Cucumerinae
    - Genres : Melancium - Cucumeropsis - Posadaea - Melothria - Muellerargia Zehneria - Cucumis (incluant :  Mukia, Dicaelospermum, Cucumella, Oreosyce et Myrmecosicyos[3]).

  - Sous-tribu : Trochomeriinae
    - Genres : Solena - Trochomeria - Dactyliandra - Ctenolepsis
- Tribu : Schizopeponeae
  -     - Genres : Schizopepon
- Tribu : Joliffieae
  - Sous-tribu : Thladianthinae
    - Genres : Indofevillea - Siraitia - Thladiantha - Momordica

  - Sous-tribu : Telfairiinae
    - Genres : Telfairia
- Tribu : Trichosantheae
  - Sous-tribu : Hodgsoniinae
    - Genres : Hodgsonia

  - Sous-tribu : Ampelosicyinae
    - Genres : Ampelosicyos - Peponium

  - Sous-tribu : Trichosanthinae
    - Genres : Gymnopetalum - Trichosanthes - Tricyclandra

  - Sous-tribu : Herpetosperminae
    - Genres : Cephalopentandra - Biswarea - Herpetospermum - Edgaria
- Tribu : Benincaseae
  - Sous-tribu : Benincasinae
    - Genres : Cogniauxia - Ruthalicia - Lagenaria - Benincasa - Praecitrullus - Citrullus - Acanthosicyos - Eureiandra - Bambekea - Nothoalsomitra - Coccinia - Diplocyclos - Raphidiocystis - Lemurosicyos - Zombitsia - Ecballium - Bryonia

  - Sous-tribu : Luffinae
    - Genres : Luffa
- Tribu : Cucurbiteae
  -     - Genres : Cucurbita - Sicana - Tecunumania - Calycophysum - Peponopsis - Anacaona - Polyclathra - Schizocarpum - Penelopeia - Cionosicyos - Cayaponia Selysia Abobra
- Tribu : Sicyeae
  - Sous-tribu : Cyclantherinae
    - Genres : Hanburia - Echinopepon - Marah - Echinocystis - Vaseyanthus - Brandegea - Apatzingania - Cremastopus - Elateriopsis - Pseudocyclanthera - Cyclanthera - Rytidostylis

  - Sous-tribu : Sicyinae
    - Genres : Sicyos - Sicyosperma - Parasicyos - Microsechium - Sechium - Sechiopsis - Pterosicyos
- Incertae sedis : Odosicyos